# ケンウッド・ハウス
ケンウッド・ハウス（英: Kenwood House、アイヴィー・ビクエストとも）は、イギリス、ロンドンのハムステッド・ヒース公園の北端に位置するカントリー・ハウス、美術館である。フェルメールの『ギターを弾く女』、レンブラント晩年の『二つの円のある自画像』などの名画を所蔵することで知られる。
最寄駅は地下鉄ハムステッド駅。イングリッシュ・ヘリテッジが管理を行い、屋敷は第一級指定建築物（Grade I listed building）に指定されている。ハムステッド・ヒースと繋がる形で広大な庭園を有し、毎年夏に行われる野外コンサートは、ロンドンの夏の風物詩である。

## 沿革

### 19世紀まで

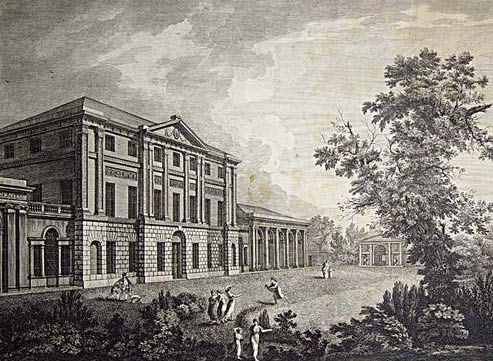
1774年当時のケンウッド・ハウス。

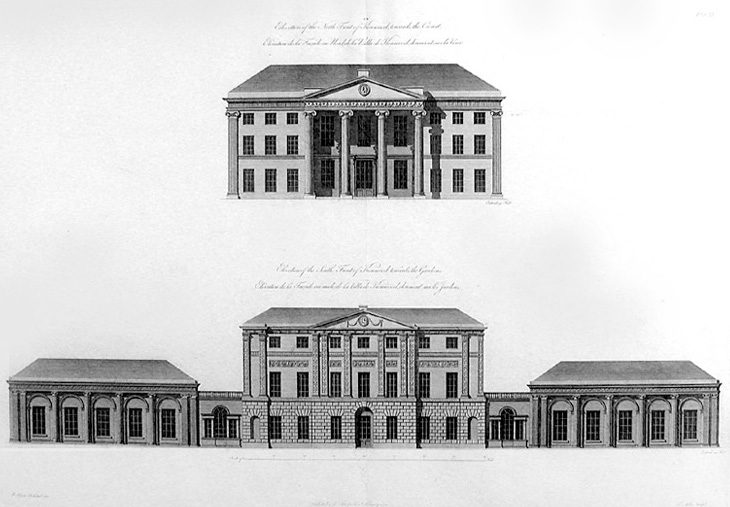
ロバート・アダム、ジェイムズ・アダムによるケンウッド・ハウスの北側玄関（上）と南側正面（下）デザイン。

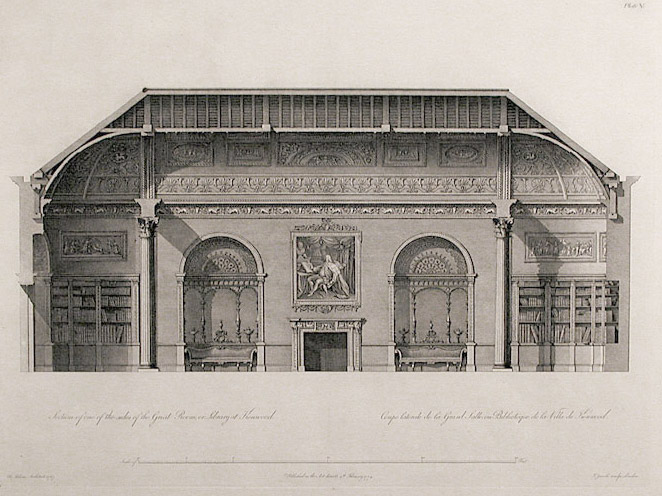
ライブラリー（図書室）。

ケンウッド・ハウスの歴史は17世紀前半にさかのぼる。1755年には屋敷の西側に豪華な温室が増築されている。
18世紀半ば、当時イギリスで著名な判事であった初代マンスフィールド伯爵ウィリアム・マレーは、仕事の拠点をスコットランドからロンドンに移したため、新しい邸宅を探していた。1754年、マンスフィールド伯爵はケンウッド・ハウスと周辺の土地を購入。その後、屋敷の改築を新古典主義の建築家ロバート・アダムに依頼した。
アダムは1764年から1779年にかけて、16年の月日を費やしてケンウッド・ハウスを外装、内装ともに完全に作り変えた。西側に突出した温室とのバランスを取るため、アダムは屋敷の東側に図書室を増築。これはアダムの内装作品の中でも傑出したものとされている。さらに、巨大なイオニア式石柱を備えた柱廊玄関（ポルチコ）と、南側正面の真っ白なファサードは、特に素晴らしい建築作品として評価された。
また、1793年から1796年にかけて、ジョージ・ソーンダースが北側玄関の脇に２つの北向きのウイングを増築。そして屋敷の東側約30メートルほどの箇所に、オフィス、料理室および醸造所を備えた建物を新築した（現在はカフェ・レストランとして利用されている）。

### 20世紀以降
20世紀に入って、新たに法制化された相続税のため、マンスフィールド伯爵家はケンウッド・ハウスを次世代に受け継がせることが難しくなった。第六代伯爵はケンウッド・ハウスの売却を決め、1922年には屋敷内の家具家財がオークションにかけられた。その後、付近に鉄道駅が新設されるといううわさが生じたため、新規住宅地開発を目指す土地開発業者が群がり、ケンウッド・ハウスの広大な土地も次第に分割、売却されることになった。その一方、ケンウッドの貴重な森林、緑地が失われることを危惧する人々も現れ、「SAVE THE KENWOOD（ケンウッドを救え）」というポスターを掲げた募金運動が始まった。敷地の一部は1922年にケンウッド保存委員会（the Kenwood Preservation Council）により購入されたが、より広範な土地を確保できるほどの資金を集めることはできなかった。

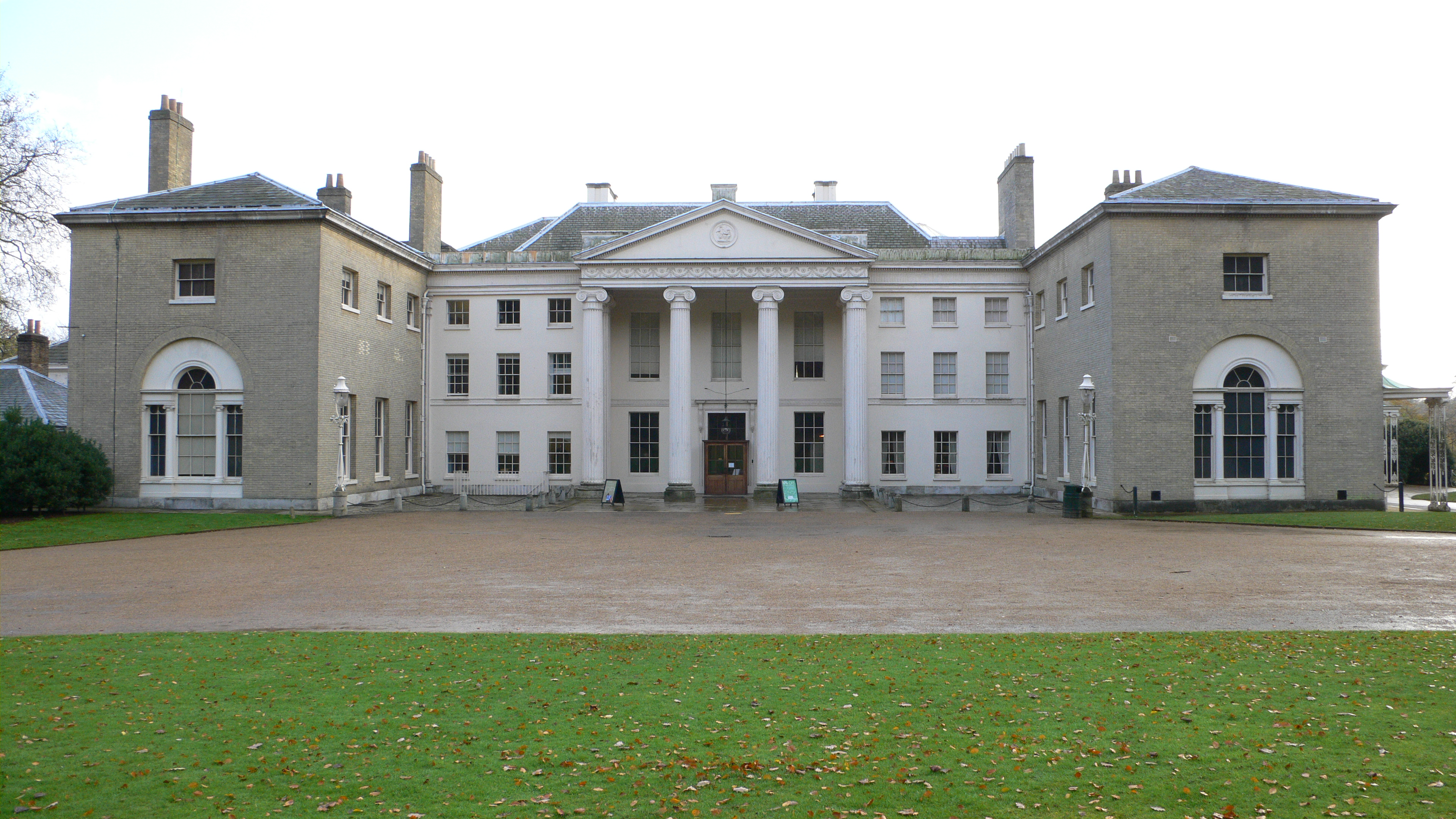
現在のケンウッド・ハウス北側正面。中央はアダム設計の柱廊玄関。その両脇から迫り出しているのが、1793年から増築された北側ウイング。

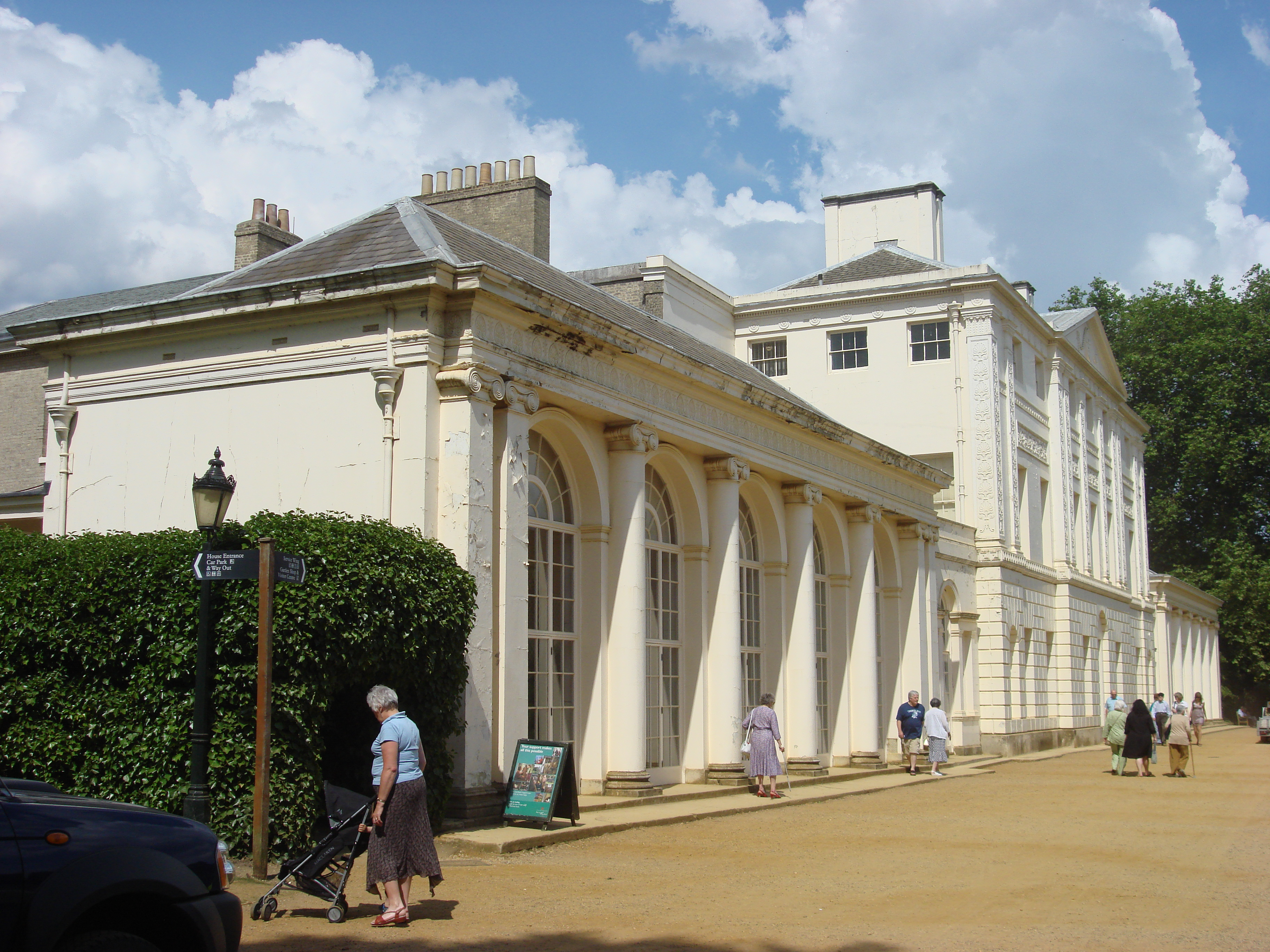
西の温室側から眺めた南側正面。

ところが1925年、ギネス一族の一人、ギネスビール社会長の初代アイヴィー伯爵エドワード・セシル・ギネスが、ケンウッド・ハウスと残されていた土地約30ヘクタールを購入。この時、内部の家具はすでにすべて売却されてしまっており、屋敷はがらんどうであった。これもエドワード・ギネスにとっては都合のよいことであった。彼は優れた絵画コレクターであり、当時すでに第一級のコレクションを所持していた。それらの絵画を展示できる建築物を、ギネスは欲していたのである。そして、鉄道駅の新設予定も彼の反対により撤回され、ケンウッド・ハウスの緑地は保全されることになった。
そのわずか2年後の1927年、エドワード・ギネスは死去。ケンウッド・ハウスは彼の絵画コレクションとともに国に遺贈され、1928年に一般に公開された。1929年には個別法律である「アイヴィー遺産法案」が成立し、ケンウッド・ハウスの運営目的、組織などが法制化された。
1930年代に、イラストレーターのマーガレット・カルキン・ジェイムズが、ロンドン地下鉄のポスターにケンウッド・ハウスを描き、数多くのロンドンの通勤者によって楽しまれた。
現在、ケンウッド・ハウスとその庭園はイングリッシュ・ヘリテッジにより管理されている。1990年代後半には、ケンウッド・ハウスを訪れる客は年間150,000人を数えるようになった。概算としてはこれまでに100万人が訪れたことになる。

## 絵画コレクション

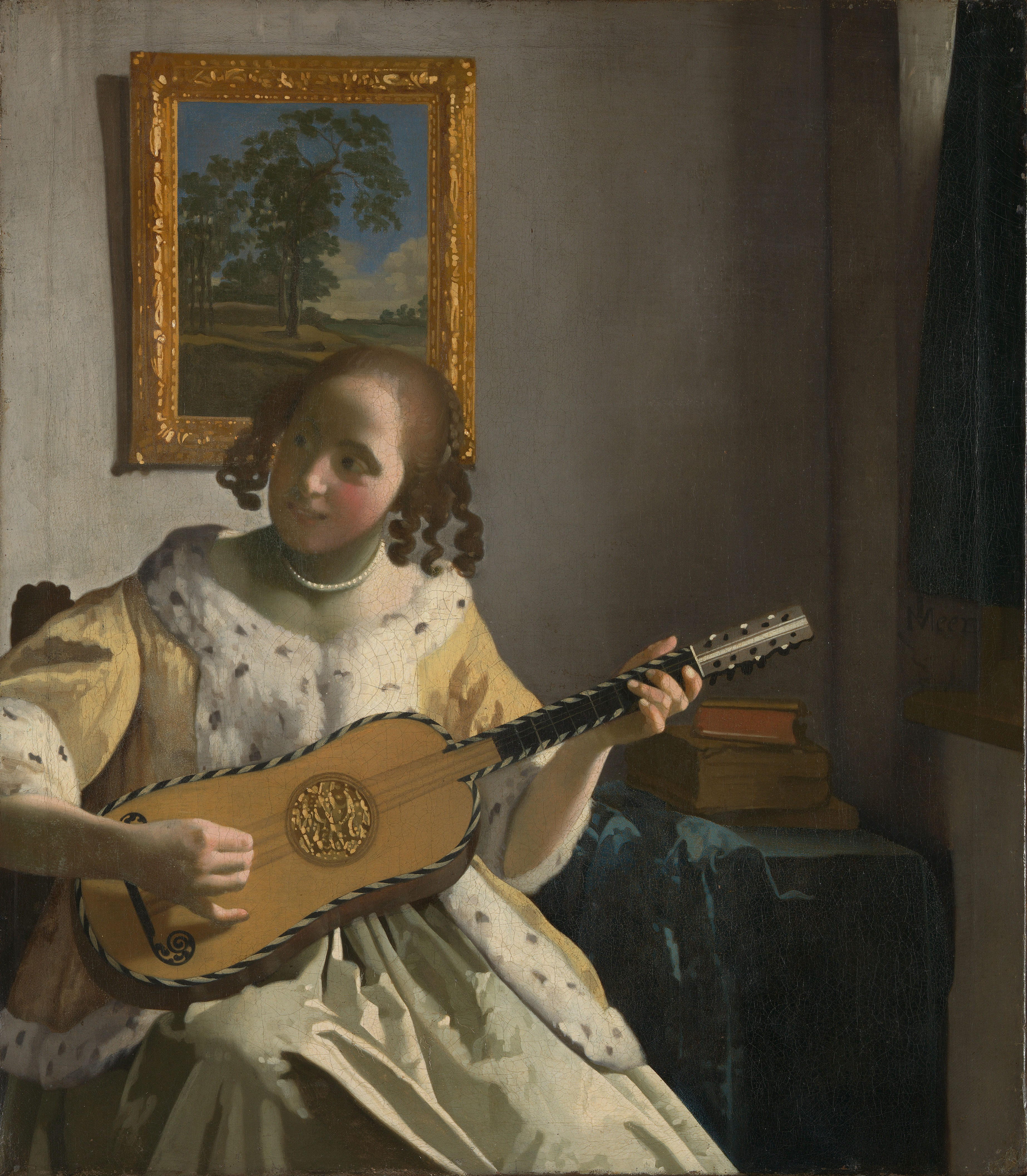
フェルメール『ギターを弾く女』。

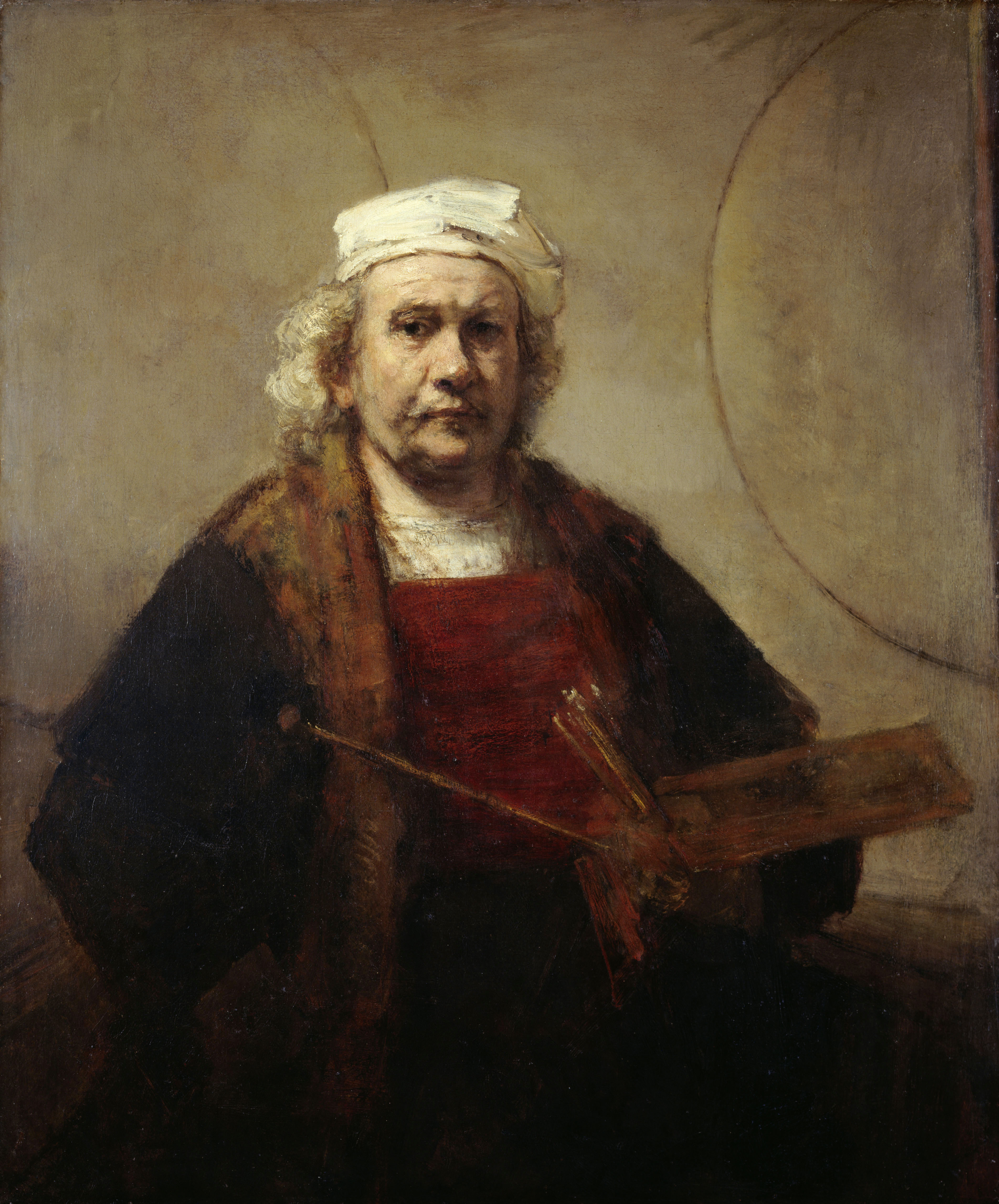
レンブラント『二つの円のある自画像』。

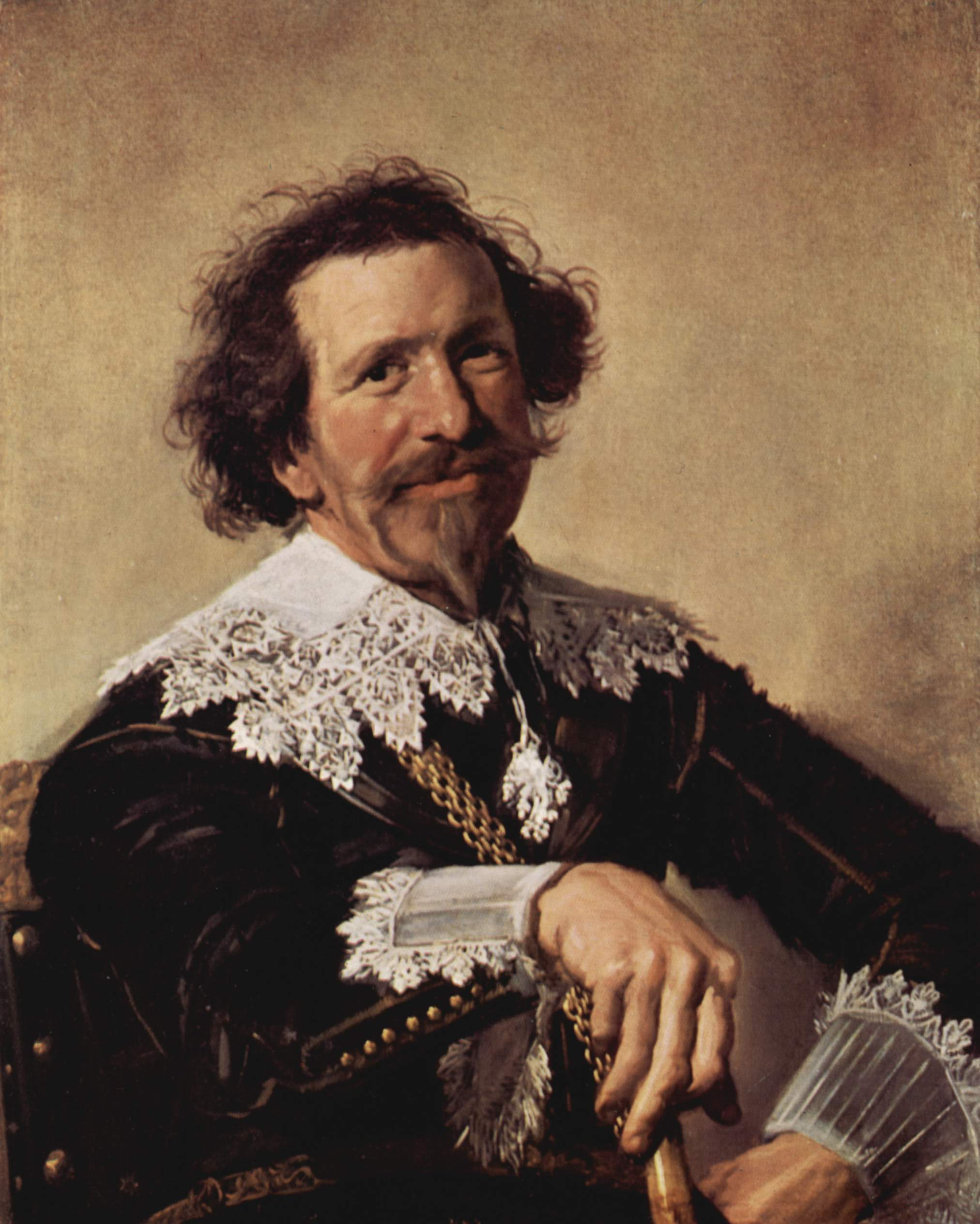
フランス・ハルス『ピーター・ファン・デン・ブロッケの肖像』。

ケンウッド・ハウスの収蔵絵画は、エドワード・ギネスが蒐集したコレクション、および、1974年に寄贈されたサフォーク・コレクションからなる。その規模は大きくはないが、17世紀のフランドル絵画、オランダ派、18世紀および19世紀のイギリス絵画を中心としたコレクションを擁する。その中でも特に、ヨハネス・フェルメールの『ギターを弾く女』、レンブラント・ファン・レイン晩年の『二つの円のある自画像』、フランス・ハルスの『ピーター・ファン・デン・ブロッケの肖像』、トマス・ゲインズバラの『ハウ伯爵夫人メアリーの肖像』などが著名である。
エドワード・ギネスが特に力を入れて蒐集したのがイギリス絵画であり、ジョシュア・レノルズは36点、ゲインズバラは15点を数える。これは、当時のイギリスの富豪の間で、率先してイギリス美術を支援する姿勢を見せることが流行していたためである。ギネスはレノルズ、ゲインズバラの作品1点あたりに約10000ポンドの対価を支払っている。一方、ギネスがフェルメールの『ギターを弾く女』を購入したのは1889年4月のことだが、その時画商に払った対価は1050ポンドであった。この数週間後、パリのオークションで『手紙を書く婦人と召使』が十倍以上の価格で落札され、一気にフェルメールの価格は世界的に高騰した。
ケンウッド・ハウスのいくつかの展示室の中でも、特に印象深い部屋とされるのが、東側の北ウイングに位置するダイニング・ルームである。この部屋の入り口すぐ右側にはレンブラントの『二つの円のある自画像]』が掲げられ、反対側の左側にはフェルディナント・ボルの『婦人の肖像』が飾られている。これは、このボルの作品がかつてはレンブラント作と判断されていたためで、ギネスも1888年にこの2点をレンブラントによる男女の肖像画として取り合わせる形で購入している。さらにこの部屋にはフェルメールの『ギターを弾く女』の他、アンソニー・ヴァン・ダイクが2点、ハルスの『ピーター・ファン・デン・ブロッケの肖像』、レノルズの自画像などが並ぶ。
一方のサフォーク・コレクションは主に、サフォーク家およびバークシャー家が16世紀後半から代々受け継いできた家族肖像画からなる。このコレクションは第十一代サフォーク伯爵夫人が1968年に死去した後、その遺言に従って1974年に寄贈された。
その他の画家としては、アンゲリカ・カウフマン、ジョン・クローム、ジョージ・モーランド、ウィリアム・ラーキン、ジョゼフ・マロード・ウィリアム・ターナー、アーサー・ボイド・ホウトン、フランソワ・ブーシェ、トーマス・ローレンス、ジョージ・ロムニー、ヤン・バプティスト・ウェーニクス、アルベルト・カイプ、ジョセフ・ライト、エドウィン・ランドシーアらの作品を収蔵している。
また、靴の銀製バックル、ジュエリー、そしてミニアチュールのコレクションも所蔵している。

## 庭園

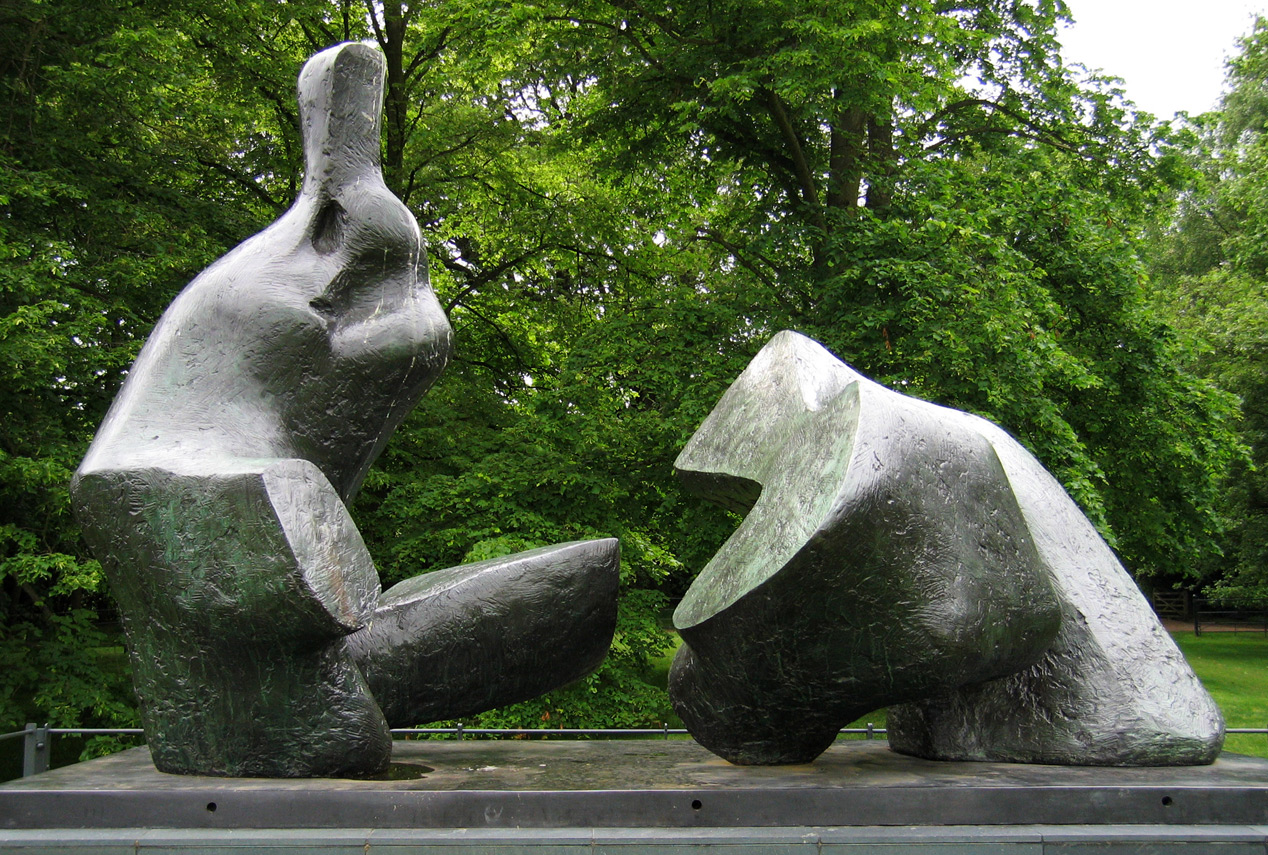
Two Piece Reclining Figure, No. 5（1963-1964） by ヘンリー・ムーア。

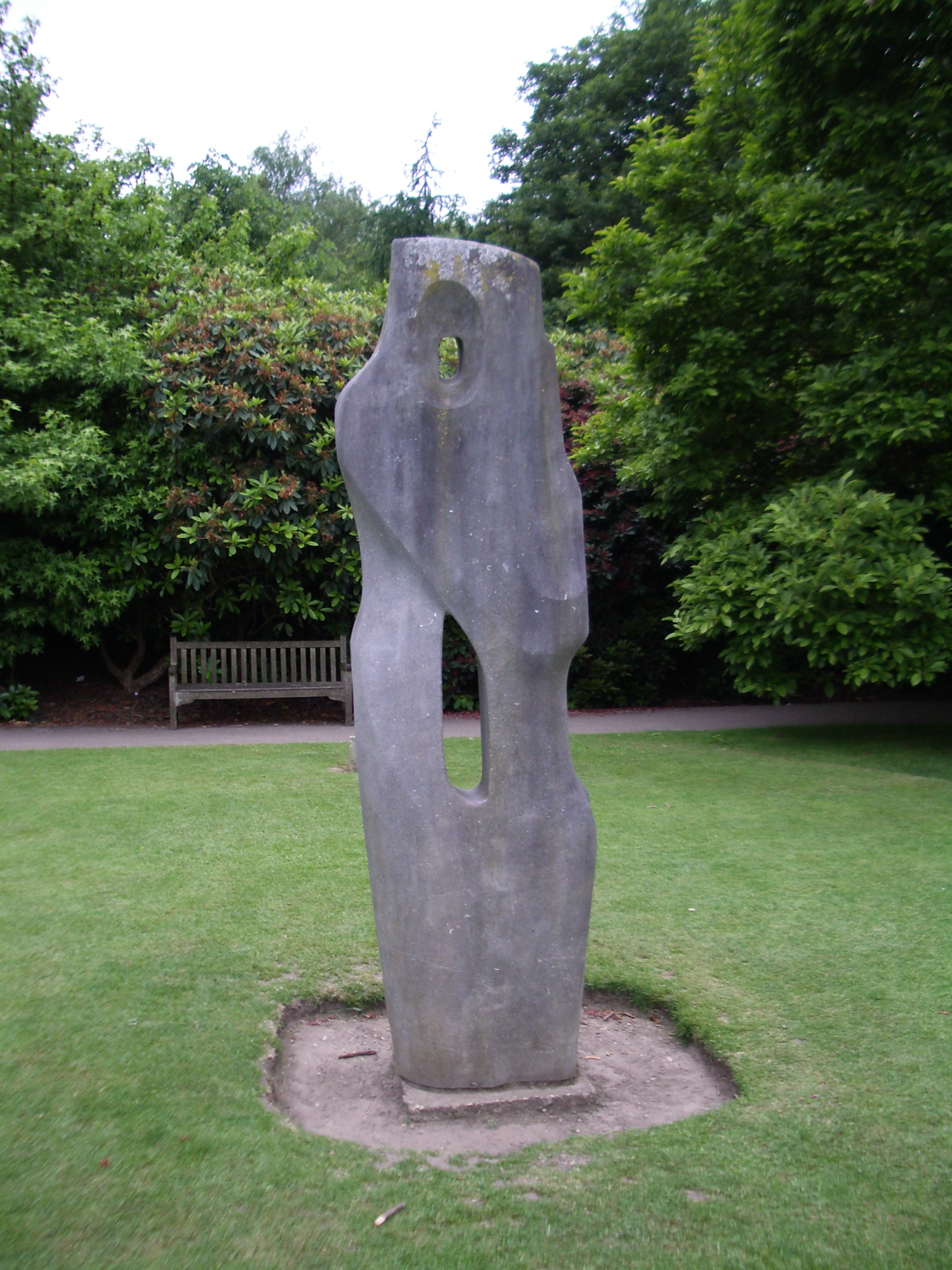
Monolyth-Empyrean（1953） by バーバラ・ヘップワース。

ケンウッド・ハウスの敷地は、ハムステッド・ヒースの約7分の1を占めている。屋敷の南にはイギリス式風景庭園が開け、湖までなだらかな下り坂が続く、草地が広がっている。敷地を取り囲む雑木林と南のハムステッド・ヒースに続く自然風景の対比が美しいこの敷地デザインは、18世紀の造園家ハンフリー・レプトンによるものである。元々の敷地は牧草地、果樹園、庭園など、レンガの壁によりいくつもの区域に分けられていたが、18世紀末、第二代マンスフィールド伯爵の時代に、レプトンが壁を取り壊し、広大な庭園を作り上げた。
さらには、現代の造園家アラベラ・レノックス・ボイドによる新しい庭園も備えている。
敷地の3分の1、特に古い雑木林は自然科学特別重要地域に指定されている。数多くの野鳥、昆虫たちの生息地であり、ロンドンにおける最大のアブラコウモリの群生地でもある。
屋敷近くの庭にはバーバラ・ヘップワース、ヘンリー・ムーア、ウジェーヌ・ドデーニュ、レッジ・バトラーらの彫刻作品が展示されている。

## 野外コンサート
1951年から2006年まで毎年、夏季の土曜夕方には敷地内の湖の側で、野外コンサートが開催されてきた。元々はクラシック音楽のコンサートだったが、近年はその大部分がポピュラー音楽のコンサートとなっている。毎年、数千人にもおよぶ客が音楽とピクニック、その後の花火を楽しんできたが、2007年2月、イングリッシュ・ヘリテッジは、その年のコンサートを中止することを決定した。これは、一部の地域住民からの、夜間の騒音、放置されるゴミなどに関する苦情によるものであった。ケンウッド・ハウスは一年で約百万ポンドにおよぶ屋敷の維持・管理運営費をこのコンサートの収益金によりまかなっていたため、これにより、ケンウッド・ハウスの将来そのものが危ぶまれることになった。しかしながら2008年3月19日、野外コンサートは同じ敷地内のthe Pasture Groundに開催場所を移動し、１シーズン8公演に限定することで再開されることが発表された。